# Manzini (rapper)
Manzini (eredeti nevén: Kristoffer Bolvig Hyldgaard) egy Dániából származó rapénekes, modell és breaktáncos. Zenei karrierje 2005-ben kezdődött, amikor a Warner Music és a Boarderbreakers kiadó gondozásában megjelent első szólólemeze Den Vilde Side címmel.
Az album, amellett, hogy szülőhazájában is népszerűvé tette, felkeltette a külföldi szakma figyelmét is. Breaktánc-tudására is hamar felfigyeltek, így gyakran kérték fel tánccsoportok is szerepelni.
A Den Vilde Side albumról két kislemez jelent meg, az egyik a Manzini, míg a másik a Den Vilde Side című dalból. 
Karrierjének második legfontosabb pontjának tekinthető 2007 októberében megjelent The Balloon Song című nagy költségvetésű videóklipje, mely azóta is a rapper legismertebb dala.
Manzini jelenleg nemzetközi, angol nyelvű albumán dolgozik, mely a tervek szerint 2009-ben fog megjelenni a Border Breakers lemezcég gondozásában.

## Fogadtatás
A Manzini-ről alkotott vélemények megoszlanak, főleg mióta a mára már világhírű Tokio Hotel zenekar megjelent, ugyanis Manzini hajviseletében és öltözködésében a Tokio Hotel gitárosára, Tom Kaulitzra hasonlít, habár a rapénekes 10 éves kora óta viseli ezt a stílust.

## Diszkográfia
Nagylemezek:
- 2005: Den Vilde Side

Kislemezek:
- 2005: Manzini
- 2006: Den Vilde Side
- 2007: The Balloon Song

## Külső hivatkozások
- Manzini a Borderbreakers kiadó honlapján (angolul)